# Desjardins (municipalité régionale de comté)
Desjardins était une municipalité régionale de comté ayant existé au Québec entre le 1er janvier 1982 et le 31 décembre 2001. Elle cessa d'exister car la plupart des entités municipales qui faisaient partie de Desjardins et de la municipalité régionale de comté voisine, Les Chutes-de-la-Chaudière, ont fusionné pour donner naissance à la nouvelle ville de Lévis le 1er janvier 2002.

## Toponymie
La municipalité régionale de comté est nommée en l'honneur du lévisien Alphonse Desjardins (1854-1920), militaire, journaliste, éditeur, fonctionnaire sténographe et fondateur québécois du mouvement coopératif des caisses populaires qui porte son nom.

## Géographie

### Entités territoriales
Lors de la dissolution de la municipalité régionale de comté au 31 décembre 2001, elle regroupait les entités municipales suivantes:
| Nom                               | Statut       |
| --------------------------------- | ------------ |
| Lévis                             | Ville        |
| Pintendre                         | Municipalité |
| Saint-Henri                       | Municipalité |
| Saint-Joseph-de-la-Pointe-de-Lévy | Paroisse     |

## Histoire
Lors de la création de la municipalité régionale de comté en 1982, elle comptait deux entités municipales en plus, les villes de Lauzon et Saint-David-de-l'Auberivière ont été fusionnées à la ville de Lévis respectivement le 1er septembre 1989 et le 1er août 1990.
Lors de la dissolution de la MRC de Desjardins, toutes les entités municipales à l'exception de la municipalité de Saint-Henri se sont fusionnées pour créer la nouvelle ville de Lévis. La municipalité de Saint-Henri est restée indépendante et fut ajoutée à la municipalité régionale de comté de Bellechasse.

## Démographie
| 1986   | 1991   | 1996   | 2001   |
| ------ | ------ | ------ | ------ |
| 46 398 | 49 076 | 51 222 | 51 855 |

## Administration
| Période | Période | Identité           | Étiquette                                            | Qualité |
| ------- | ------- | ------------------ | ---------------------------------------------------- | ------- |
| 1982    | 1988    | Vincent-F. Chagnon | Maire de Lévis                                       |         |
| 1988    | 1990    | Jean-Marc Lessard  | Maire de Lauzon puis maire-suppléant de Lévis-Lauzon |         |
| 1990    | 1994    | Robert Guay        | Maire de Lévis                                       |         |
| 1994    | 1998    | Denis Guay         | Maire de Lévis                                       |         |
| 1998    | 2001    | Jean Garon         | Maire de Lévis                                       |         |